# Manfred Kersch
Manfred Kersch (ur. 19 września 1913 we Frankfurcie nad Menem, zm. 2 maja 1994 tamże) – niemiecki lekkoatleta sprinter, mistrz Europy z 1938.
Startował na igrzyskach olimpijskich w 1936 w Berlinie w biegu na 100 metrów, ale odpadł w eliminacjach.
13 sierpnia 1938 podczas zawodów w Berlinie niemiecka sztafeta 4 × 100 metrów z Kerschem na pierwszej zmianie ustanowiła czasem 40,3 s rekord Niemiec i najlepszy wynik w Europie (nie uznany za rekord Europy) w tej konkurencji (skład niemieckiej sztafety: Kersch, Gerd Hornberger, Karl Neckermann i Jakob Scheuring).
Na mistrzostwach Europy w 1938 w Paryżu Kersch  został mistrzem Europy w biegu sztafetowym 4 × 100 metrów (sztafeta niemiecka ponownie biegła w składzie: Kersch, Hornberger, Neckermann i Scheuring). W biegu na 100 m odpadł w półfinale.
Był wicemistrzem Niemiec w biegu na 100 metrów w 1936, 1938 i 1940; w sztafecie 4 × 100 metrów był mistrzem w 1943. Startował w klubie Eintracht Frankfurt.

## Rekord życiowy
- 100 m – 10,4 s. (1938)[1]